# Abu Faraj al-Libi
Abū Faraj al-Lībī, (in arabo ﺍﺑﻮ ﻓﺮﺝ ﺍﻟﻠﻴﺒﻲ‎?) o - a seconda delle lingue usate per traslitterare il nome arabo - Abu Faraj al-Libbi, Abou Faraj al-Libbi o Abou Faradj al-Liby (vale a dire Abū Faraj "il Libico"), alias "Dr. Tawfiq" (...), è un terrorista libico.
È accusato dalle autorità statunitensi di essere stato il capo delle azioni terroristiche di al-Qāʿida nel Pakistan e il successore presunto di Khalid Shaykh Muhammad dopo l'arresto di questi nel marzo 2003.
Abu Faraj al-Libi sarebbe stato a capo del cosiddetto «Dipartimento delle operazioni esterne» di al-Qāʿida dall'aprile del 2003 al maggio del 2005, data del suo arresto a Mardan (Pakistan) da parte delle autorità pakistane. Da allora sarebbe scomparso, diventando uno dei «detenuti fantasma» della CIA, prima di essere trasferito nel campo di prigionia di Guantánamo.

## Biografia
Originario della Libia (come rivela la sua nisba), sarebbe stato implicato in due tentativi di assassinio del presidente della repubblica pakistana, il generale Pervez Musharraf nel dicembre 2003. Definito da alcuni come assai vicino a Osama bin Laden, è stato considerato il numero 3 di al-Qāʿida, e si crede che egli dipendesse esclusivamente da Bin Laden e da al-Zawahiri.
Nell'aprile del 2004, in occasione di una riunione segreta tenuta a Quetta, egli sarebbe stato eletto ufficialmente "Emiro" del «Dipartimento delle operazioni esterne» dell'organizzazione terroristica. Nuovo cervello del Jihād proclamato contro tutto il mondo (non islamico ma anche islamico filo-occidentale), egli avrebbe preso il posto di Khalid Shaykh Muhammad, principale coordinatore degli attentati dell'11 settembre 2001, e sarebbe stato soprannominato "il cervello di Bin Laden".
Avrebbe scelto Londra come sua principale base, progettando almeno due attentati, nel mese di maggio 2004, secondo alcuni documenti rinvenuti in occasione dell'arresto di un gruppo di attivisti. Il primo progetto mirava a colpire il centro di ascolto britannico - anello importante della rete mondiale, definita Echelon, della NSA americana, e il secondo avrebbe previsto l'omicidio del Primo ministro britannico Tony Blair, ricorrendo a forbici contaminate con la ricina. La scelta di Londra si sarebbe basata innanzi tutto sulla forte presenza in tutta la Gran Bretagna di numerosi combattenti fondamentalisti integrati nella popolazione, originari del Pakistan e del Maghreb.

## Arresto
Naim Nur Khan, ingegnere pakistano-britannico, uno dei suoi più intimi luogotenenti, è arrestato nel giugno 2004, a Lahore (Pakistan), in compagnia di Khalfan Gailani, ricercato dopo gli attentati alle ambasciate statunitensi in Africa del 1998. Sugli hard disk dei loro computer, sarebbero stati trovati due piani d'attacco:
- uno contro le sedi del Fondo monetario internazionale e della Banca Mondiale a Washington;
- l'altro contro l'underground di Londra, in cui la precisione dei rilievi effettuati e delle informazioni raccolte, aveva consentito ai servizi anti-terrorismo britannici di effettuare una vasta operazione di arresti nei circoli islamisti pakistani del cosiddetto «Londonistan».

Abū Faraj al-Lībī è infine stato arrestato il lunedì 2 maggio 2005 a Mardan dalle autorità pakistane grazie a informative dei servizi segreti statunitensi. Secondo la versione ufficiale, il suo arresto con altri cinque militanti ha avuto luogo al termine di un violento scambio di colpi d'arma da fuoco all'uscita di Mardan, a 50 km a nord di Peshāwar, capoluogo della provincia di Khyber Pakhtunkhwa, conosciuta per essere particolarmente "conservatrice" dal punto di vista ideologico-religioso. Dopo due anni di sforzi, i servizi segreti pakistani, assistiti dalla CIA, erano giunti a pedinare un compagno di al-Lībī, che chiedeva di incontrare il suo capo. L'appuntamento fu preso nel cimitero di Mardan, messo sotto stretta sorveglianza da parte degli agenti dei servizi segreti, che indossavano dei burqa. Al-Lībī sarebbe giunto in motocicletta fino all'ingresso del cimitero, poi avrebbe camminato verso il luogo dell'incontro. Ma, mentre passava nei pressi del primo agente nascosto sotto il suo burqa, questi gli sarebbe balzato addosso per arrestarlo.
Benché non figurasse sulla lista ufficiale dei terroristi più ricercati dall'FBI, per la sua cattura era stata stanziata una taglia di 5 milioni di dollari. Il Pakistan ne aveva del pari stanziata una di 20 milioni di rupie (285 000 euro) per la sua cattura.
Al-Lībī è stato "attivamente" interrogato dai servizi segreti pakistani per ottenere informazioni su Bin Laden. Documenti sequestrati al momento della sua cattura avrebbero messo in luce l'esistenza di un commando infiltrato negli Stati Uniti in vista di preparare un'operazione descritta come «11 settembre bis».

## Le inchieste
Dopo l'arresto di Abū Faraj al-Lībī, i responsabili dei servizi segreti avevano creduto che un attacco contro il tube di Londra non fosse credibile nell'immediato futuro, cosa clamorosamente smentita il 7 luglio del 2005. Ciò implicò chiaramente per i servizi anti-terrorismo che lo smantellamento di una cellula terroristica non era in grado di mettere in crisi l'organizzazione e che era quindi necessario condurre rapidamente un'inchiesta mirante a neutralizzare del tutto gli esecutori morali e materiali.
A seguito di nuove inchieste, appare dunque assai probabile che:
- i piani della metropolitana di Londra e i rilievi compiuti sarebbero stati utilizzati da altri terroristi appartenenti a cellule indipendenti, senza diretto legame coi responsabili della rete, abbastanza sconosciuti da sfuggire agli investigatori e da proseguire nelle loro azioni criminali;
- le reti terroristiche pakistane sul suolo britannico sarebbero integrate da numerosi jihādisti d'origine maghrebina — l'inchiesta condusse fino a Mohammed al-Guerbouzi — con altre cellule stanziate sul continente europeo, affiliate all'organizzazione irachena del terrorista Abu Mus'ab al-Zarqawi.